# 吉永正義
吉永 正義（よしなが まさよし／せいぎ、1925年 - ）は、日本の神学者。東京府生まれ。東北大学理学部卒、日本ルーテル神学大学卒、立教大学文学部組織神学博士課程、コンコーディア神学大学、ベテル神学校に学び、1973年「バルト神学とその特質」で立教大学神学博士。飯能ルーテル教会牧師、日本ルーテル神学大学教授。

## 著書
- 『バルト神学とその特質』（新教出版社 1972年）
- 『神の言葉の神学 バルト神学とその特質』（新教出版社 1988年）
- 『受肉と聖霊の注ぎ バルト神学とその特質2』（新教出版社 1992年）

## 翻訳
- ウィリアム・アーント『新約の歴史』（コンコーディア社 1964年-1965年）
- カール・バルト『教会教義学 創造論』（菅円吉共訳 新教出版社 1973年-1974年）
- バルト『私にみ言葉をください』（井上良雄、佐々木悟史共訳　新教出版社　1974年-1975年）
- カール・バルト『教会教義学 神の言葉』（新教出版社 1975年-1977年）
- バルト『神論』（新教出版社（教会教義学） 1978年-1983年）
- バルト『創造論』（新教出版社（教会教義学） 1980年-1985年）
- バルト『ヨハネによる福音書』（木下量煕共訳 日本基督教団出版局 1986年）
- バルト『イスカリオテのユダ』（新教出版社（KDセミナーブック） 1997年）
- 『カール・バルト著作集 4　神学史論文集』（井上良雄、小川圭治共訳 新教出版社 1999年）
- バルト『キリスト教倫理学総説』（新教出版社 2000年-2005年）

## 参考
- http://bookweb.kinokuniya.co.jp/htm/4400302709.html